# Простий елемент
У комутативній алгебрі термін простий елемент є узагальненням поняття простого числа для довільного комутативного кільця з одиницею.

## Визначення
Елемент {\displaystyle c} комутативного кільця з одиницею {\displaystyle (R,+,\cdot ,0,1)} називається простим, якщо {\displaystyle c} не є рівним 0, не є оборотним і якщо для довільних елементів {\displaystyle a,b\in R} з того що {\displaystyle c} ділить добуток {\displaystyle a\cdot b} випливає, що {\displaystyle c} ділить також хоча б один з елементів {\displaystyle a} або {\displaystyle b}.

## Властивості
- Якщо {\displaystyle c} є простим елементом і {\displaystyle e} є оборотним елементом, то добуток {\displaystyle c\cdot e} теж є простим елементом.
- Для елемента {\displaystyle c\neq 0} породжений ним ідеал {\displaystyle (c)} є простим тоді і тільки тоді, коли {\displaystyle c} є простим елементом.
- Якщо кільце є областю цілісності, то будь-який простий елемент є незвідним:

Припустимо, що {\displaystyle p} є простим елементом і існує розклад на добуток елементів {\displaystyle p=ab.} Тоді {\displaystyle p|ab\Rightarrow p|a} або {\displaystyle p|b.} Нехай {\displaystyle p|a\Rightarrow a=pc,} тоді {\displaystyle p=ab=pcb\Rightarrow p(1-cb)=0.} Оскільки {\displaystyle R} є областю цілісності то {\displaystyle cb=1.} Тож {\displaystyle b} є оборотним елементом і {\displaystyle p} є незвідним.
Для довільного комутативного кільця це твердження не є правильним (див. приклади).
- Навпаки для області цілісності незвідні елементи можуть не бути простими. Але, наприклад, у факторіальному кільці кожен незвідний елемент є простим і довільний елемент кільця розкладається на добуток простих елементів і цей розклад є єдиним з точністю до перестановки множників і до множень на оборотні елементи.

## Приклади
- Оскільки для поля всі ненульові елементи є оборотними, то у полі немає простих елементів.
- Для кільця цілих чисел простими елементами е прості числа (2, 3, 5, 7, 11, …).
- Простими елементами в кільці гаусових чисел {\displaystyle \mathbb {Z} [i]} є добуток {\displaystyle \pm 1,\pm i} і простих чисел виду {\displaystyle 4k+3,\ k\in \mathbb {Z} }, а також числа  {\displaystyle a+b\cdot i,\ a,b\in \mathbb {Z} }, для яких {\displaystyle a^{2}+b^{2}} є простим числом, зокрема {\displaystyle 3,\,7,\,11,\,1+i,\,2+3i} Числа {\displaystyle 2=(1+i)\cdot (1-i)}, {\displaystyle 5=(2+i)\cdot (2-i)} і {\displaystyle 3+i=(1+i)\cdot (2-i)} не є простими.
- Область цілісності {\displaystyle \mathbb {Z} [i{\sqrt {5}}]} (множина чисел виду {\displaystyle a+b\cdot i{\sqrt {5}}} де {\displaystyle a,b\in \mathbb {Z} } разом із звичайними операціями комплексних чисел) не є факторіальним кільцем і є прикладом області цілісності в якій є незвідні але не прості елементи. Зокрема {\displaystyle 2|(1+i{\sqrt {5}})\cdot (1-i{\sqrt {5}})=6} проте 2 не ділить жодне з чисел {\displaystyle 1+i{\sqrt {5}},1-i{\sqrt {5}}}. В іншому випадку норма числа 2 {\displaystyle N(2)=4} ділила б норму котрогось з цих чисел. Але {\displaystyle N(1+i{\sqrt {5}})=N(1-i{\sqrt {5}})=6.} Тож 2 не є простим елементом у цьому кільці. Натомість 2 є незвідним елементом. В іншому разі його необоротний дільник {\displaystyle a+b\cdot i{\sqrt {5}}} мав би задовольнять рівність {\displaystyle a^{2}+5b^{2}=2,} що неможливо.
- В кільці {\displaystyle \mathbb {Z} /6\mathbb {Z} ,} що не є областю цілісності елементи 2, 3 є простими але {\displaystyle 2=2\cdot 4,\;3=3\cdot 3,} тож вони не є незвідними.